# Уэцел, Гэри Джордж

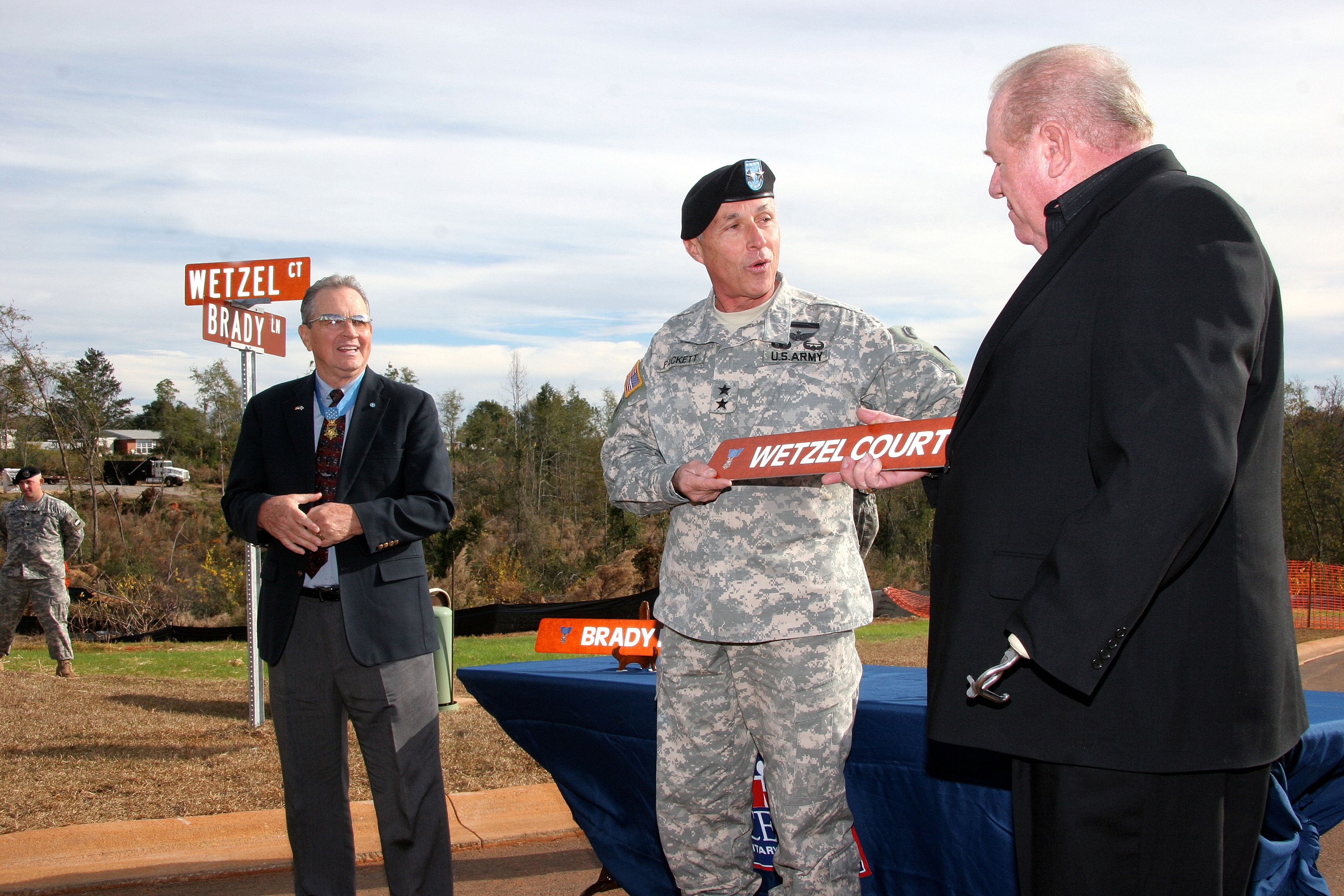
Патрик Брейди (слева), генерал-майор Вирджил Пакетт и Гарри Уэцел (справа) на церемонии названия улиц в их честь в Форт-Ракер, штат Алабама, 2007 год

Гарри Джордж Уэцел (род. 29 сентября 1947) – солдат армии США в отставке. Удостоился высочайшей военной награды США – медали Почёта за свои действия в ходе Вьетнамской войны.
Вступил в армию США в 1965 году в возрасте 18 лет  из г. Милуоки, штат Висконсин. По состоянию на 8 января 1968 года был рядовым первого класса служил бортовым стрелком в 173-й штурмовой вертолётной роте. В это день его вертолёт был сбит близ Ап Донг Ана (республика Вьетнам), уцелевшие вместе с Уэцелом попали под плотный обстрел противника. Тяжелораненый взрывом, почти оторвавшим его левую руку, он продолжал стрелять из пулемёта и помогать другим раненым солдатам. Уэцел выздоровел после ранений, но руку пришлось отнять. В дальнейшем он был повышен в звании до специалиста 4-го ранга и награждён медалью Почёта.  
Уэцел проживает в своём родном городе Южном Милуоки и работает оператором тяжёлой техники.

## Награды
|  | медаль Почёта    |
|  | Пурпурное сердце |
|  | медаль ВВС       |

## Наградная запись к медали Почёта

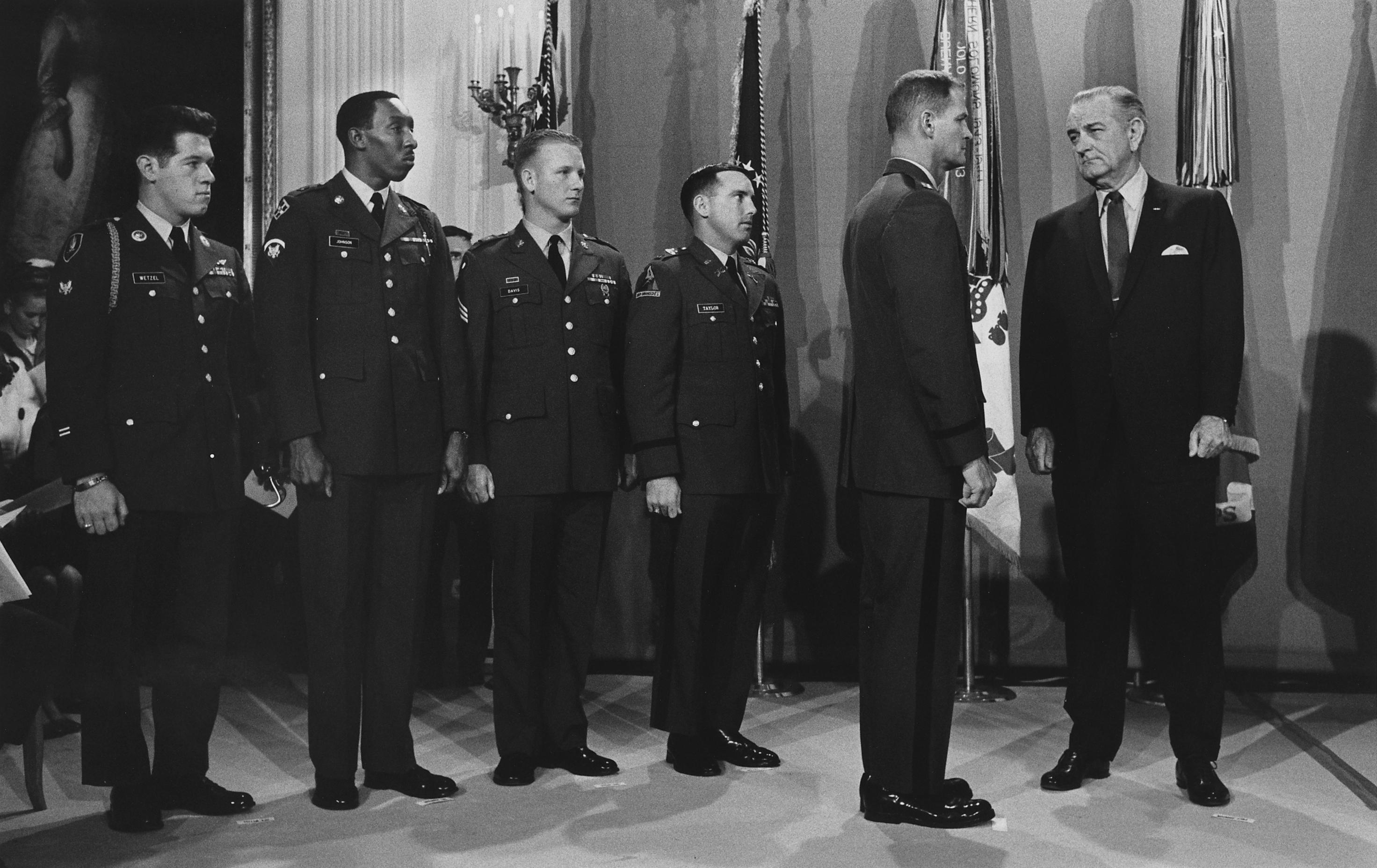
Награждение медалью Почёта. Слева направо: Гэри Дж. Уэцел, Дуайт Х. Джонсон, Сэмми Ли Дэвис, Джеймс А. Тейлор, Чарльз Дж. Лайтеки и президент США Линдон Джонсон.

Специалист 4-го ранга Уэцел, 173-я штурмовая вертолётная рота, отличился благодаря выдающейся храбрости и отваге, проявленных с риском для жизни, при выполнении и перевыполнении долга службы. Специалист 4-го ранга Уэцел служил дверным стрелком вертолёта, входившим в десантный отряд, оказавшийся в ловушке в зоне высадки под  плотным и смертоносным вражеским огнём. Специалист 4-го ранга Уэцел двигался на помощь командиру своего вертолёта по рисовому полю, когда две вражеские ракеты взорвались буквально в дюймах от него. Несмотря на сильное кровотечение из оторванной левой руки и тяжёлые ранения в правую руку, грудь и левую ногу специалист 4-го ранга Уэцел вернулся к своей первоначальной позиции у пулемёта и стал поливать противника огнём. Его орудие оказалось единственным, активно ведущим огонь по противнику. Благодаря решимости он преодолел шок и невыносимую боль от ранений и оставался на позиции, пока не уничтожил установку автоматического оружия, которая наносила тяжелые потери американским войскам и мешала им идти на сильные силы противника. Отказавшись заняться собственными обширными ранами, он попытался вернуться и помочь командиру своего вертолёта, но потерял сознание из-за потери крови. Придя в себя, он упорно пытался доползти, чтобы помочь товарищу по экипажу. После мучительных усилий он подошёл к командиру экипажа, который пытался перетащить раненого командира вертолёта в безопасное место у ближайшей дамбы. Оставшись непоколебимым в стремлении помочь своему товарищу, специалист 4-го ранга Уэцел помогал командиру экипажа, хотя во время этого действия снова потерял сознание. Специалист 4-го ранга Уэцел продемонстрировал необычайный героизм при помощи товарищу по экипажу. Своими храбрыми действиями он поддержал высочайшие традиции армии США и принёс великую славу себе и вооружённым силам своей страны.       
Оригинальный текст (англ.)
Sp4c. Wetzel, 173d Assault Helicopter Company, distinguished himself by conspicuous gallantry and intrepidity at the risk of his life. above and beyond the call of duty. Sp4c. Wetzel was serving as door gunner aboard a helicopter which was part of an insertion force trapped in a landing zone by intense and deadly hostile fire. Sp4c. Wetzel was going to the aid of his aircraft commander when he was blown into a rice paddy and critically wounded by 2 enemy rockets that exploded just inches from his location. Although bleeding profusely due to the loss of his left arm and severe wounds in his right arm, chest, and left leg, Sp4c. Wetzel staggered back to his original position in his gun-well and took the enemy forces under fire. His machine gun was the only weapon placing effective fire on the enemy at that time. Through his own resolve he overcame the shock and intolerable pain of his injuries, Sp4c. Wetzel remained at his position until he had eliminated the automatic weapons emplacement that had been inflicting heavy casualties on the American troops and preventing them from moving against this strong enemy force. Refusing to tend to his own extensive wounds, he attempted to return to the aid of his aircraft commander but passed out from loss of blood. Regaining consciousness, he persisted in his efforts to drag himself to the aid of his fellow crewman. After an agonizing effort, he came to the side of the crew chief who was attempting to drag the wounded aircraft commander to the safety of a nearby dike. Unswerving in his devotion to his fellow man, Sp4c. Wetzel assisted his crew chief even though he lost consciousness once again during this action. Sp4c. Wetzel displayed extraordinary heroism in his efforts to aid his fellow crewmen. His gallant actions were in keeping with the highest traditions of the U.S. Army and reflect great credit upon himself and the Armed Forces of his country.
— 